# John Henderson, 1. Baronet
Sir John Henderson, 1. Baronet (* 1626 auf Fordell Castle, Fife; † 26. Januar 1683 ebenda) war ein schottischer Adliger.

## Leben
Er entstammte dem Clan Henderson und war der älteste Sohn des Sir John Henderson († nach 1650), 5. Laird of Fordell, aus dessen Ehe mit Margaret Menteith (1611–1653). Er wurde am 26. Juni 1626 getauft. Nach dem Tod seines Vaters erbte er dessen Ländereien als 6. Laird of Fordell.
Er und seine Familie standen während der Kriege der drei Königreiche auf Seiten der Krone. Nach Wiederherstellung der Monarchie unter König Karl II. wurde ihm am 15. Juli 1664 in der Baronetage of Nova Scotia der erbliche Adelstitel Baronet, of Fordell in the County of Fife, verliehen.
Im Oktober 1657 hatte er Margaret Hamilton (um 1635–1671), Tochter des Lord Justice Clerk Sir James Hamilton, 6. Laird of Orbiston (Clan Hamilton), geheiratet. Mit ihr hatte er mehrere Kinder, von den zwei das Erwachsenenalter erreichten:
- Sir William Henderson, 2. Baronet (um 1664–1708), ⚭ (1) Jean Hamilton (um 1667–1731), Tochter des John Hamilton, Laird of Mountain Hall, ⚭ (2) Helen Mackik, Witwe des Charles Mackik, Tochter des Andrew Donaldson, Pfarrer von Dalgety in Fife;
- Bethia Henderson, ⚭ John Roberton, 14. Laird of Earnock.